# 应纯同
应纯同（1936年—），男，浙江温岭人，中国同位素分离专家，曾任清华大学教授、博士生导师，国务院学位委员会第二届学科评议组成员。